# StarTimes
StarTimes est un groupe international de médias d'origine chinoise, implanté en Afrique. 
StarTimes propose des services de télévision numérique terrestre (TNT) et de télévision par satellite. StarTimes est également fournisseur de technologies de télévision numériques aux pays et entreprises du secteur de la radiodiffusion qui passent de la télévision analogique au numérique. StarTimes est le leader de la télévision numérique en Afrique subsaharienne. L'arrivée de StarTimes sur le continent africain a bouleversé le modèle traditionnel du secteur de la télévision en rendant la télévision payante abordable pour chaque famille et pas seulement pour les classes supérieures. En juillet 2020, StarTimes était implanté dans 30 pays et comptait 13 millions d’abonnés à ses services de télévision payante et 20 millions d’utilisateurs de son application mobile.

## Histoire
Le groupe StarTimes a été fondé en 1988 par Pang Xinxing, un ingénieur chinois. 
En 2002, StarTimes a commencé à prospecter le continent africain et travaille depuis étroitement avec les gouvernements africains pour promouvoir la numérisation de la télévision. 
En 2007, StarTimes a reçu sa première licence d'opérateur de télévision au Rwanda. Depuis StarTimes a ouvert des filiales dans 30 pays africains, parmi lesquels le Nigeria, le Kenya, la Tanzanie, l'Afrique du Sud, l'Ouganda, la République démocratique du Congo, la Côte d'Ivoire, le Mozambique, Madagascar et la République centrafricaine. 
En 2009, StarTimes et la télévision publique tanzanienne ont formé une coentreprise pour mettre en place la transition vers le numérique. Le 17 juin 2015, le gouvernement tanzanien octroyait à StarTimes un certificat d'appréciation « pour sa contribution inestimable au succès de la transition de la télévision analogique vers la télévision numérique ». 
En février 2016, StarTimes obtenait une licence d'opérateur de télévision par satellite en Côte d'Ivoire. En octobre 2016, les bouquets StarTimes entraient en service. 
Le 23 novembre 2016, StarTimes a été l'une des 3 sociétés sélectionnées par l'Autorité pakistanaise de régulation des médias électroniques (PEMRA) pour établir et opérer des services de distribution de télévision par satellite pour une durée de 15 ans.  
Le 2 septembre 2017, le gouvernement du Tchad et StarTimes signaient une convention sur le passage de l’audiovisuel analogique vers le numérique. Résultat d’un long processus entamé en juin 2016, cet accord prévoit la construction par StarTimes « d’un réseau de Télévision Numérique Terrestre qui consiste en la numérisation des systèmes nationaux, de la transmission de la télévision à la réception terminale » .  
En 2018, StarTimes a commencé à mettre en œuvre le projet « Accès à la TV satellite pour 10 000 villages africains », un projet de coopération sino-africain destiné à apporter aux zones rurales d’Afrique un accès à l’information et au savoir.  
En 2018, StarTimes a officiellement lancé son service de vidéo en ligne (streaming – OTT) en Afrique via une application mobile donnant accès à plusieurs dizaines de chaînes. 
En octobre 2019, toutes les chaînes Disney et Fox ont cessé leur diffusion sur StarTimes à cause de problèmes commerciaux, elles ont ensuite revenues en mars 2020,. 
En 2020, le service de commerce en ligne de StarTimes, StarTimes GO, était lancé. Cette plate-forme interactive d'achat en ligne disponible dans plusieurs pays du continent permet d'effectuer ses achats via une émission de téléachat, une application mobile et un centre d'appel,.  

## Séminaire sur le développement de la télévision numérique en Afrique
En 2011, StarTimes a organisé le premier Séminaire sur le développement de la télévision numérique en Afrique. Ce séminaire qui se tient depuis chaque année, constitue une plate-forme importante de discussion des moyens de réaliser la migration numérique en Afrique. 
Lors du forum de mai 2017, plus de 400 délégués de 46 pays africains et asiatiques étaient présents, dont plus de 30 ministres de l'Information et de la Communication de pays africains tels que le Nigeria, la République centrafricaine, le Tchad, la Guinée, le Libéria, le Malawi, la Zambie, la RDC et l'Éthiopie. 
La 8e édition du séminaire organisé à Pékin en juin 2018 a marqué un tournant en matière de participation avec la présence de 400 délégués, dignitaires, responsables de groupe de médias et invités de 48 pays d’Afrique et d’Asie qui ont passé en revue les tendances, le développement et la coopération dans le cadre de la numérisation de la radiodiffusion de l’Afrique ainsi que le secteur de la diffusion par Internet (OTT). 

## Sport
Le sport, et plus particulièrement le football, sont l'une des priorités de StarTimes. Pour cette raison, StarTimes a nommé la légende du football Nwankwo Kanu ambassadeur pour l'Afrique.  
En 2015, StarTimes a signé un contrat d'exclusivité avec la Bundesliga pour cinq années consécutives dans les pays d'Afrique subsaharienne. StarTimes est devenu le partenaire de la Bundesliga en Afrique. Ceci a conduit StarTimes et la ligue de football allemande à organiser le StarTimes-Bundesliga Legends Tour, au cours duquel des stars de la Bundesliga se rendent dans des pays africains pour interagir avec les fans africains de football et promouvoir la ligue de football allemande ainsi que son diffuseur exclusif en Afrique subsaharienne, StarTimes. En décembre 2015, deux des joueurs les plus talentueux qu'ait donné l'Afrique, Jay-Jay Okocha et Sunday Oliseh, se sont rendus au Nigeria, au Ghana et au Kenya. 
En 2015, StarTimes a obtenu les droits de retransmission télévisée de la Ligue 1 française et de la Serie A italienne pour tous les pays subsahariens. 
En juillet 2015, StarTimes a acquis les droits médias exclusifs de l'International Champions Cup (ICC) pour une durée de 5 ans. 
En juin 2016, StarTimes signait un contrat de retransmission sur une base exclusive avec la Super League chinoise pour trois années consécutives en Afrique subsaharienne. 
En novembre 2016, le groupe StarTimes signait un accord majeur avec la Fédération du Ghana de football et s'engageait à promouvoir la Premier League ghanéenne en Afrique subsaharienne ainsi que le développement des infrastructures footballistiques en Afrique de l'ouest pendant une décennie. 
En avril 2017, StarTimes obtenait les droits médias de la Coupe du monde de football 2018 en Russie ainsi que les autres événements de la FIFA des années 2017 et 2018 dans 42 territoires d'Afrique subsaharienne (à l'exception de l'Afrique du Sud pour la Coupe du monde 2018 et la Coupe des confédérations 2017). StarTimes signait également un partenariat avec le club de football ivoirien ASEC Mimosas. 
Le 19 juillet 2017, StarTimes faisait l'acquisition des droits médias exclusifs des compétitions des équipes nationales de la FIBA, Coupe du monde de basket-ball FIBA Chine 2019 incluse, en Afrique subsaharienne pour la période 2017-2021. 
Le 9 août 2018, StarTimes a acquis les droits de diffusion exclusifs des deux championnats professionnels de l'Ouganda, l'Uganda Premier League et la FUFA Big League pour les dix années à venir auprès de la fédération ougandaise de football, la FUFA. 
En septembre 2018, StarTimes a annoncé la diffusion de la Ligue Europa UEFA. StarTimes va ainsi retransmettre la Ligue Europa dans toute l'Afrique subsaharienne à l'exception de l'Afrique du Sud, du Lesotho et du Swaziland. StarTimes a obtenu des droits de diffusion exclusifs en anglais, portugais et langues locales dans les zones anglophones et lusophones jusqu'à 2021.   
Le 2 novembre 2018, StarTimes et la Ligue Sénégalaise de Football Professionnel annonçaient l'octroi des droits médias exclusifs des Ligue 1 et Ligue 2 sénégalaise pour une durée de dix ans.   
En novembre 2018, StarTimes faisait l'acquisition des droits médias exclusifs des Coupe d'Italie et Supercoupe d'Italie en Afrique subsaharienne jusqu'à la saison 2020/2021.  
En août 2019, StarTimes a acquis les droits de toutes les compétitions de l'UEFA jusqu'en 2022, parmi lesquelles l'Euro 2020 et la Ligue des Nations 2020/2021.   
Début août 2020, StarTimes fait l'acquisition des droits du championnat espagnol LaLiga Santander jusqu'en 2024.    
La même année, la Fédération du Kenya de football annonce que StarTimes devient le diffuseur officiel de la première division kenyane, la FKF Premier League. La Fédération de Zambie de football annonce en novembre 2020 la conclusion d'un accord tripartite avec la ZNBC et TopStar (filiale de StarTimes en Zambie) pour la diffusion de la deuxième division zambienne, National Division One.    
En janvier 2021, la Confédération Africaine de Football officialise la signature d’un accord par lequel StarTimes obtient les droits de diffusion du Championnat d’Afrique des Nations Total Cameroun 2020 dénommé CHAN TOTAL Cameroun 2020.   

## Responsabilité sociale

### Epidémie du virus Ebola
Durant la crise du virus Ebola en 2014, StarTimes a lancé plusieurs opérations de sensibilisation en Guinée et au Nigeria. En Guinée, StarTimes a produit une vidéo diffusée sur la télévision nationale sur le virus et les mesures de protection à adopter, et a distribué du matériel sanitaire à la population,. Au Nigeria, StarTimes a produit plusieurs documents éducatifs, distribué gants et masques, et diffusé des messages de prévention sur son site Internet et son compte Facebook.

### Coopération StarTimes-ONUSIDA
Le 12 mai 2017, l'ONUSIDA et StarTimes ont signé un protocole d'accord. Ce protocole officialise une coopération entamée l'année précédente pour « améliorer, à travers le réseau de diffusion de StarTimes, la sensibilisation au VIH et réduire l’opprobre et la discrimination dont sont victimes les personnes vivant avec le VIH et celles dont la vie est affectée par le VIH ». La première action concrète de cette coopération a été mené lors de la Journée mondiale du Sida le 1er décembre 2016. StarTimes avait alors diffusé en anglais et en français des vidéos de prévention sur son réseau africain pendant un mois.

### Accès à la TV satellite pour 10 000 villages africains
StarTimes a été désigné pour mettre en œuvre le projet Accès à la TV satellite pour 10 000 villages africains sous la direction des gouvernements chinois et africains.  
Ce projet annoncé par le président chinois Xi Jinping lors du Sommet de Johannesburg du Forum sur la Coopération sino-africaine est un projet de coopération sino-africaine qui donnera accès à la télévision par satellite à quelque 10 000 villages de 25 pays africains.  
Grâce à l'accès à la télévision, les populations rurales obtiendront une fenêtre sur le monde extérieur. Les villageois auront accès à l'information et au savoir ce qui contribuera à les sortir de la pauvreté. Cela réduira également la fracture numérique et promouvra un développement équilibré des pays africains.   

### SOS Villages d'Enfants
Le groupe de télévision numérique StarTimes et l’ONG SOS Villages d’Enfants International ont signé le 14 mai au Kenya un protocole d’accord qui voit les deux organisations s’unir pour soutenir les familles vulnérables et les enfants, et plus particulièrement pour contribuer à l’autonomisation de la jeunesse dans le cadre des Objectifs de développement durable des Nations unies.   
Dans le cadre de ce partenariat, StarTimes soutiendra les programmes de SOS Villages d’Enfants dans plus de dix pays africains en offrant notamment des opportunités d’apprentissage aux jeunes des programmes de SOS Villages d’Enfants. 

## Produits

### Téléviseur numérique
En 2016, StarTimes a sorti un téléviseur numérique permettant d’accéder aux bouquets satellitaires et TNT sans décodeur. Ce téléviseur est disponible en HD (24 pouces et 32 pouces) et Full HD (40, 42, 43 et 55 pouces). L'Afrique est en train de réaliser sa transition vers la télévision numérique et le téléviseur numérique de StarTimes a été conçu pour aider les familles à compléter la dernière étape de la transition. Ce produit tout en un leur permet en effet de bénéficier pleinement des avantages de la télévision numérique. 

### Décodeurs
StarTimes a développé des décodeurs pouvant recevoir à la fois des signaux satellite (DTH) et terrestre (TNT). 

### Projecteur TV et système de télévision solaire
Le projecteur TV de StarTimes peut projeter une image de plus de 120 pouces sur un mur. Il utilise la technologie DLP et une source de lumière LED doté d'une forte luminosité pour une consommation faible. Des appareils extérieurs tels que les lecteurs DVD, des décodeurs ou les ordinateurs peuvent y être connectés. 
Le système de télévision solaire de StarTimes est un projecteur TV de basse consommation qui peut recevoir la télévision numérique directement des satellites à l'aide d'une seule batterie de 50 watts. Il fournit cinq à six heures de télévision la nuit. Une version plus récente appelé S2 incorpore des jeux, un lecteur de musique et la possibilité d'installer des applications.

## Chaînes
La plate-forme StarTimes propose plus de 480 chaînes en près de dix langues, parmi lesquelles le swahili, la haoussa, le yoruba, l'anglais et le français. StarTimes produit également 42 chaînes. 

## Centre de doublage
StarTimes a établi son centre de doublage et de traduction en 2011. Ce centre, dont la capacité est de 10 000 heures, effectue des doublages en huit langues : chinois, anglais, français, portugais, swahili, haoussa, yoruba et luganda. 
En 2016 et 2017, StarTimes a organisé en Tanzanie une compétition de doublage en swahili. Les gagnants se sont vus offrir un emploi au centre de doublage de StarTimes à Pékin. Des concours similaires ont été organisés en Afrique du Sud (zoulou), Mozambique (portugais), Nigeria (Haoussa) et Côte d'Ivoire (français). 

## Service après-vente
Le service après-vente de StarTimes est basé sur deux composantes qui n'existaient auparavant pas dans le secteur de la télévision en Afrique : les centres d'appel et le service porte-à-porte. Les centres d'appel sont actifs 24 heures sur 24. Ils sont épaulés par les services porte-à-porte du personnel de StarTimes qui se rend directement au domicile du client.